# Estació de Garraf
Garraf és una estació ferroviària propietat d'adif situada a la urbanització de Garraf al terme municipal de Sitges, a la comarca del Garraf. L'estació es troba a la línia Barcelona-Vilanova-Valls i s'hi aturen alguns trens de la línia R2 Sud de Rodalies de Catalunya operat per Renfe Operadora.
Aquesta estació de la línia de Vilanova va entrar en servei l'any 1881 quan es va obrir el tram entre les Hortes de Sant Beltran al costat de les Drassanes de Barcelona i Vilanova i la Geltrú. Posteriorment l'any 1887 amb la unificació de la línia amb la línia de Vilafranca, els trens van deixar de passar per la carretera del Morrot, per passar per l'actual traçat per Bellvitge. Al segle xx es van fer obres a la línia per duplicar les vies.
L'any 2016 va registrar l'entrada de 56.000 passatgers.
| Rodalia de Barcelona                        |        |       |                         |                        |
| Procedència/Destinació                      | <      | Línia | >                       | Procedència/Destinació |
| Sant Vicenç de Calders Vilanova i la Geltrú | Sitges |       | Platja de Castelldefels | Estació de França      |